# 茶餐廳

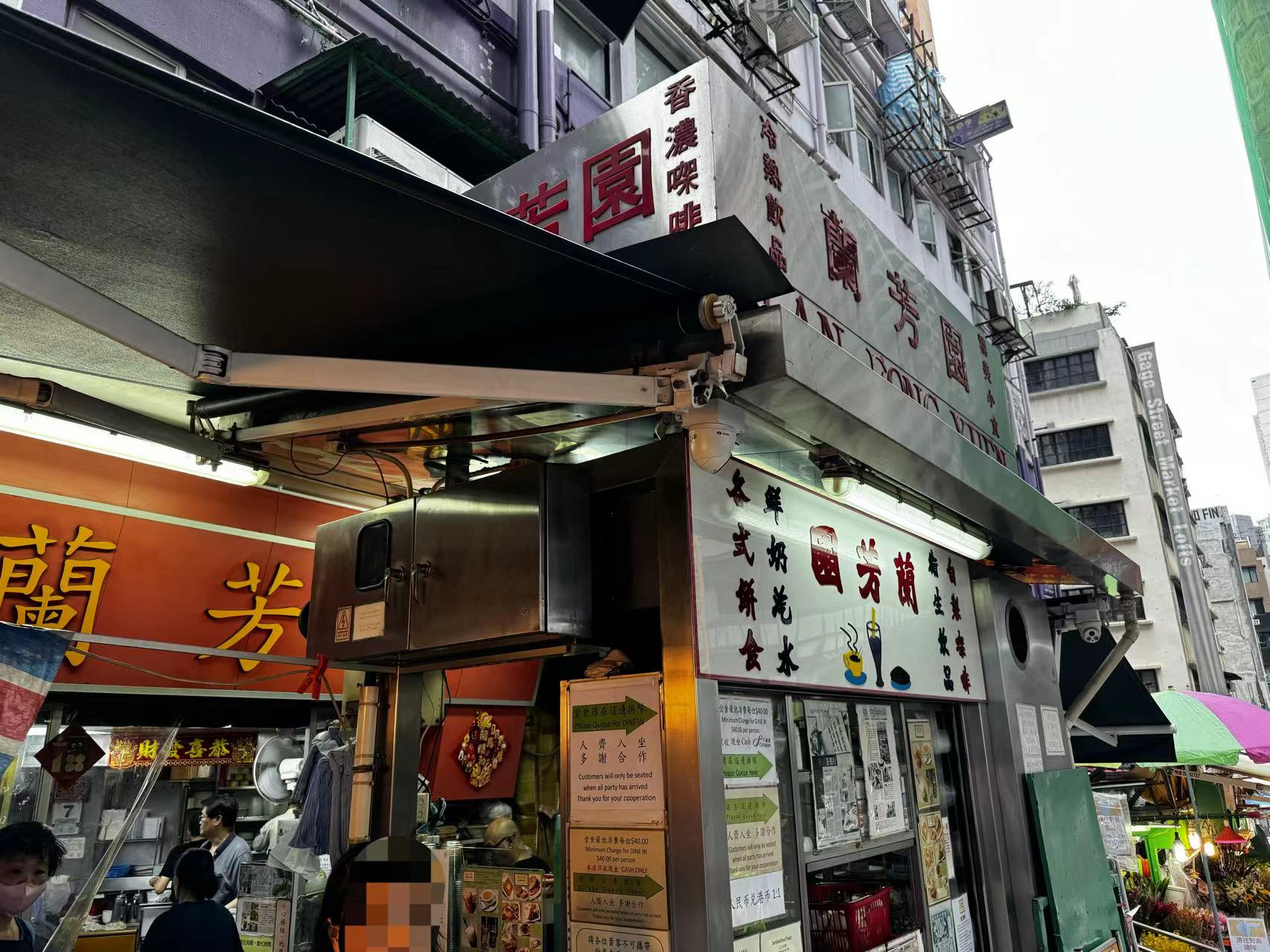
香港著名的蘭芳園餐廳，其水吧廚房在店前，凸出馬路上，水吧師傅會現場表演，遊客圍觀拍照

茶餐廳，又名冰室，是一種起源於香港的食肆，主要提供港式西餐，在香港及澳門是平民化的餐飲場所，過往在香港到茶餐廳用餐又常被稱為「飲西茶」，從而與上茶樓的「飲唐茶」或簡稱「飲茶」區分。隨着香港人口遷移及香港文化的傳播，在中國大陸、台灣及歐美地區均有茶餐廳。

## 歷史

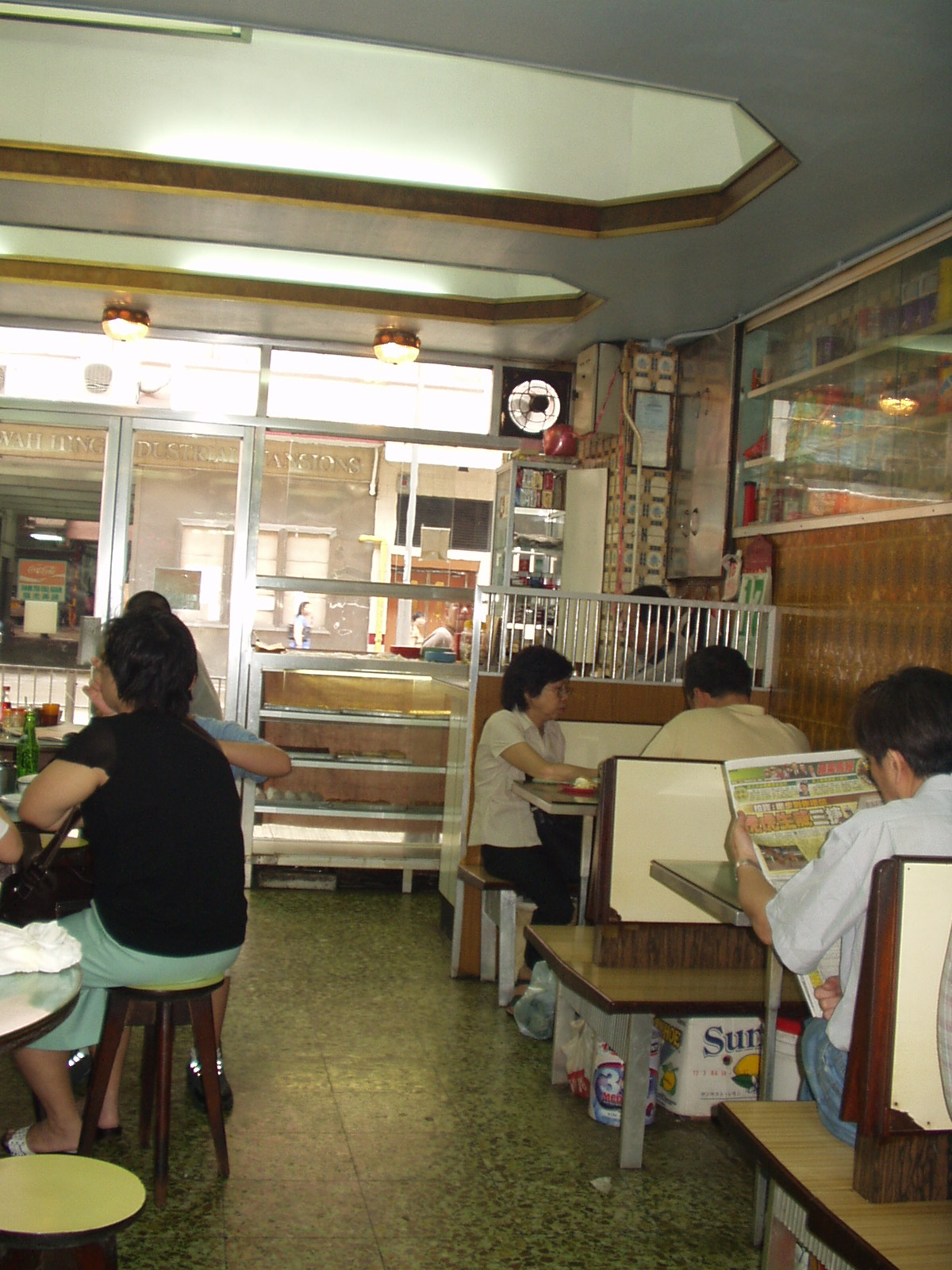
茶餐廳的內部

據稱茶餐廳的前身是冰室及大牌檔，另一說法是由大牌檔演進而成。早年香港只有西餐廳提供西式食物，收費昂貴。於是部份食肆開始提供廉價西餐小食，例如1913年創辦的安樂園，就由主打大眾化西餐開始，後來增設冰室部，售賣自家製雪糕等冰飲和凍品；1920年代就有民生冰室，1930年代就璇宮飲冰室，都直接以冰室命名。這些冰室以小食牌照經營，有別於日後持餐廳牌照提供飯餐的茶餐廳和冰室。茶果嶺的榮華冰室是21世紀少數碩果僅存只持有小食牌照的冰室。
最初，冰室開始提供廉價的仿西式食物。冰室當時主要提供咖啡、奶茶、紅豆冰、三文治、多士等小食，但不售賣飯菜。部分設有麵包工場，生產菠蘿包、蛋撻等。第二次世界大戰後，香港人受西式飲食風俗影響日甚，加上勞動人口大增食客需求改變，冰室提供的食品種類逐漸增加，開始結合西菜館和餐室的模式，演變成為今天的茶餐廳，提供簡易的粵菜、歐美食品及香港本土食物，較大規模的會供應晚飯小菜。
在1955年於中環中華總商會大廈開業的蘭香閣茶餐廳是最早以茶餐廳之名經營的食肆，1956年於銅鑼灣啟超道八號開業的劍蘭茶餐廳強調自己既高貴又經濟，而在1952年開業的蘭芳園（最初為茶檔，後改持俗稱「大牌」的餐廳牌照轉型為茶餐廳）可能是香港現存最古老的茶餐廳，也有說法認為於1950年在油麻地開業的美都餐室是最早的茶餐廳，但有一說法稱當時的衛生局在1960年才設立「茶餐廳」牌照。有別於冰室只可提供有限的食物種類，主要是小食，而茶餐廳牌照持有人則可售賣即做的熟食，如各式飯菜。位於香港仔東勝道的漁利泰茶餐廳申領了首個茶餐廳牌照，開了全港首家持該類牌照的茶餐廳。

## 特色

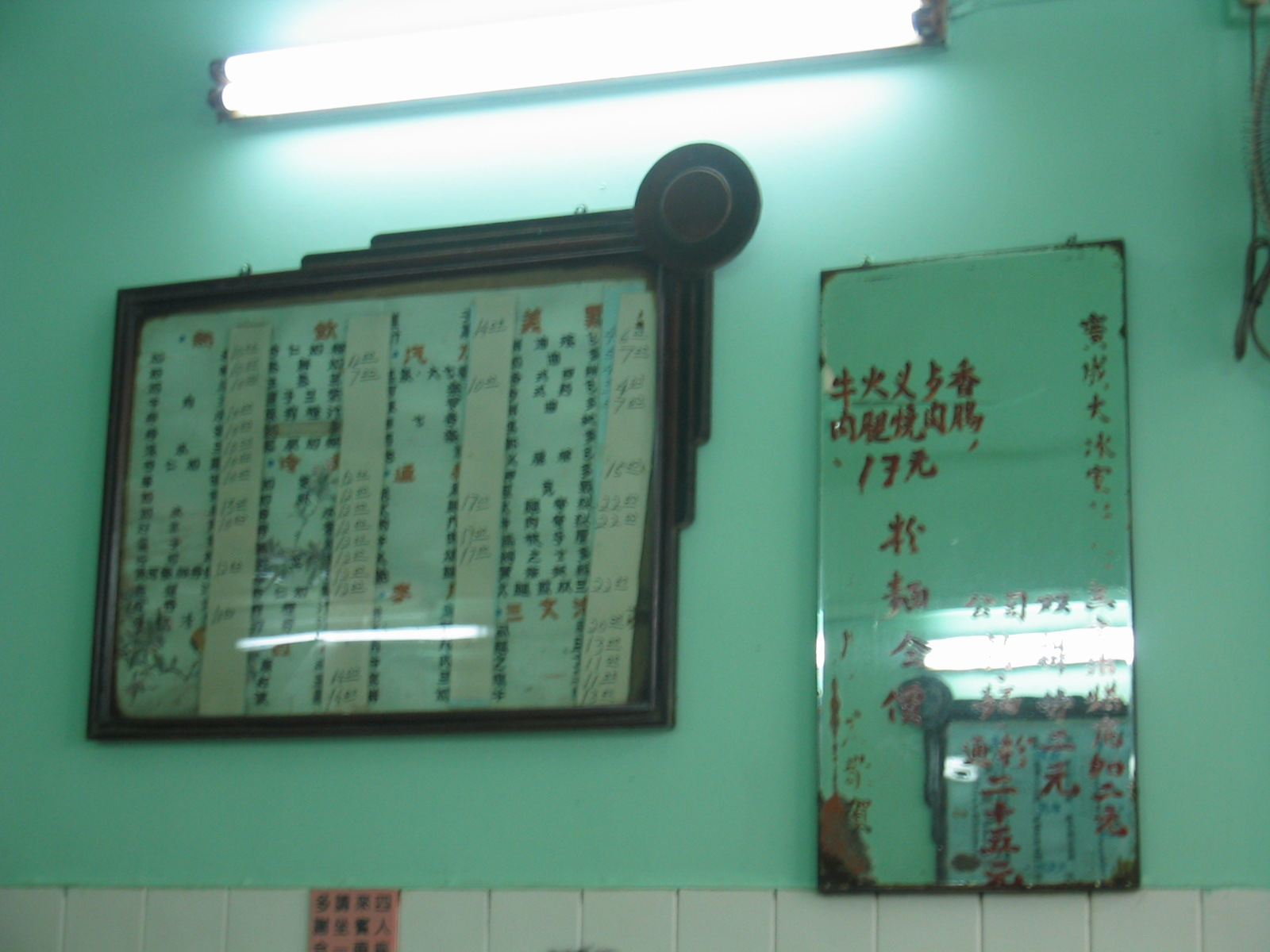
廣成冰室的餐牌

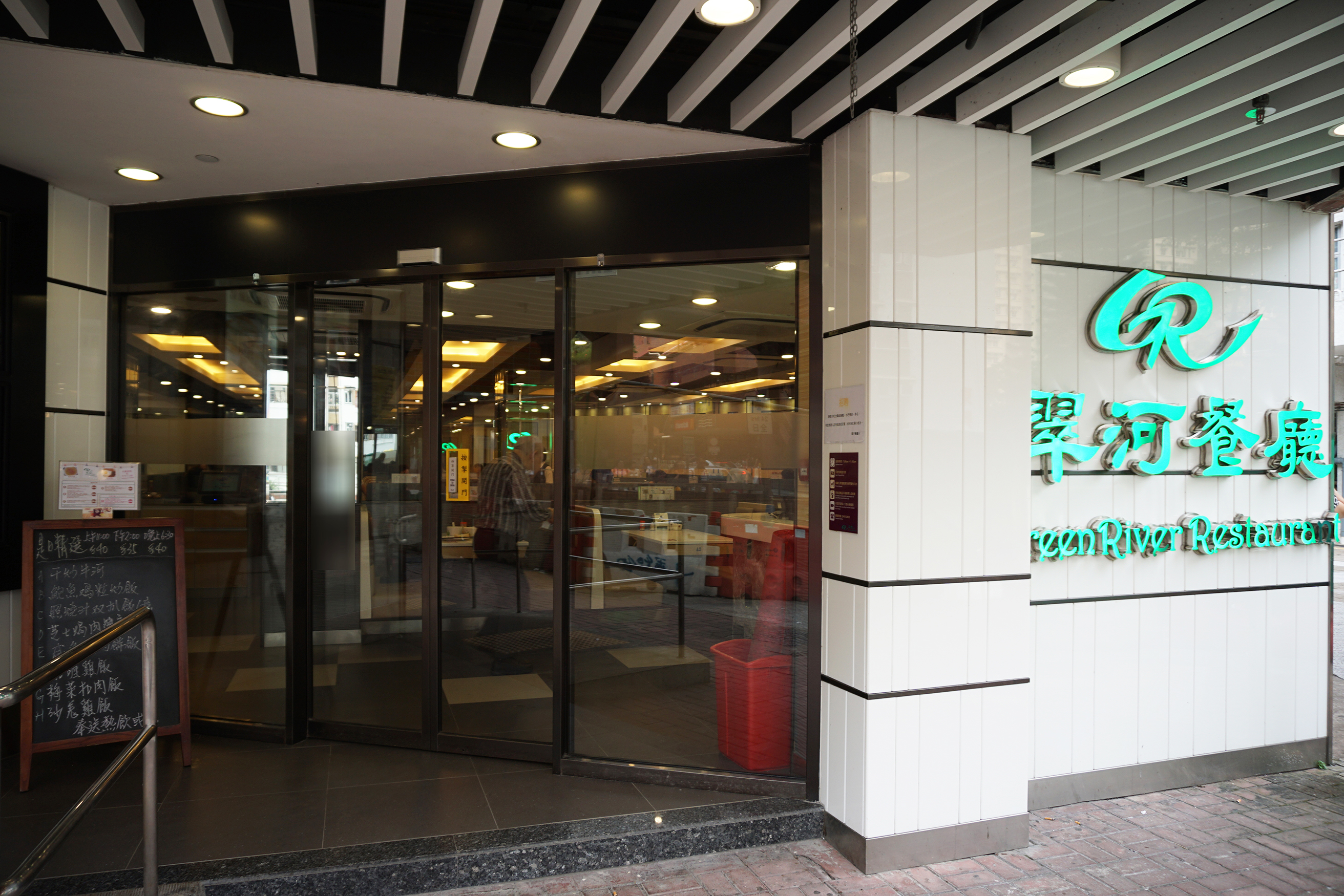
翠河餐廳為香港主要連鎖茶餐廳之一，圖中可見翠河餐廳的店家門口

- 茶餐廳的食品價格通常比傳統西餐廳便宜。茶餐廳裏的常餐、快餐和套餐會包括飲品，而清水或熱茶一般都是免費供應。不過，由於近年通貨膨脹，很多設在商業區的茶餐廳，在租金上升及工資提高的經營壓力下，食物的價格並不會比大集團的快餐店便宜。
- 源於平民化的餐室，過往以便宜為主，但近年也有部分以高價為賣點。
- 快捷、便宜、大眾化、公共場所、在地、香港特色。

## 運作
茶餐廳的營業時間不定，通常由早上5、6時至凌晨1時，旺角等繁忙地區有通宵營業的茶餐廳。亦有部分只有早上至下午、下午至晚上、晚上，以節省成本。
大部分茶餐廳在顧客坐好以後會先給客人每人一杯茶（過去是「吉水」，相傳就是「混吉」的典故）。現在只是清茶，而這杯茶一般都是淡而無味，香港人通常都會將其用作清洗餐具之用。
餐具的提供一般有3個方式，一種是點菜後侍應會提供適用的餐具，另一種是所有餐具都會預先用筒裝好放在檯上。筷子和刀叉匙羹會分開兩個筒裝好。部分茶餐廳會將所有餐具包括紙巾、糖放在餐桌的抽屜。
一般不收小費，侍應在賬單上寫上食物收費，賬單留於顧客那裏，憑賬單自行到收銀處結賬。部分提供外賣服務，即是把食物送至區內民屋或商家。

## 設施
根據建築師馮景行有關茶餐廳的空間研究，從建築角度看，茶餐廳可以分為四大類：單鋪型、雙鋪型、閣樓型和雙層型。現時香港只有旺角的鴻運冰廳餅店、長沙灣的新華茶餐廳、土瓜灣的寶時茶餐廳和西環的聯華茶餐廳保存着閣樓樓上雅座。
典型的茶餐廳外部放有立地式餐牌，以作招來，並介紹當日的快餐或特餐。內部檯都會是4人方檯或者是6至8人的圓檯或長檯。也有2人檯。通常會在檯面上放上透明玻璃，玻璃下會有餐牌，為了便於清潔。
座位一般都有椅背，主流的茶餐廳座位一般都是無椅背圓櫈。部分茶餐廳會有卡位，據說最先源自火車的卡座，也有指是沿自英國餐廳的座位設計，如1757年在倫敦開業的Simpson's Tavern。由於坐卡位會有較多的私人空間，所以甚受顧客歡迎。但部份茶餐廳的卡位非常狹窄，4人座位平時最多只能坐2人。
由於茶餐廳減低成本的要求，一般不會特别訂制印有自家商號的餐具。因此，大部分茶餐廳使用的碗碟都是相同的圖案。這些碗碟很容易在坊間的雜貨店裡買到，有些是由飲料廠商提供的，可以起到廣告宣傳的效用。這些器皿包括牙簽瓶、放餐牌的夾座等等。這些器皿常見的提供者品牌包括阿華田、好立克、利賓納、黑白牛奶等等。
為了便於清潔，茶餐廳地面和下半牆甚至全牆皆會舖上瓷磚，或稱紙皮石。上半牆為了增加空間感，會安裝玻璃鏡，鏡上或牆上會貼上餐牌。檯面上放上餐具、牙簽、調味料、茶水、杯等，如果茶餐廳較小為節省空間就不會放置。餐廳內通常有安裝電視或播放收音機，有些設有神主位。
有格局上，某些店家會把燒味部或粥粉麵部設置在店門口旁，並將牆面改為玻璃，以視覺和嗅覺吸引以顧客。為了加快運作，在外會放有麵包，在早上時段可以方便販售。
有些茶餐室有麻將房供人打麻將，這類茶餐室別稱叫「聯誼會」，是一群同事下班後，下午茶聯誼交流聚會的地方，不過這類手續上涉及賭博，比較繁複，在香港寥寥可數。營運上和其他麻將館無分別，都是靠贏家分潤維持，不過分別於，這類形式，他們不會安排與陌生人對莊，而是親朋戚友、朋友、同學、同事及自己的朋友圈內，靠打麻將的形式聯誼。

## 文化

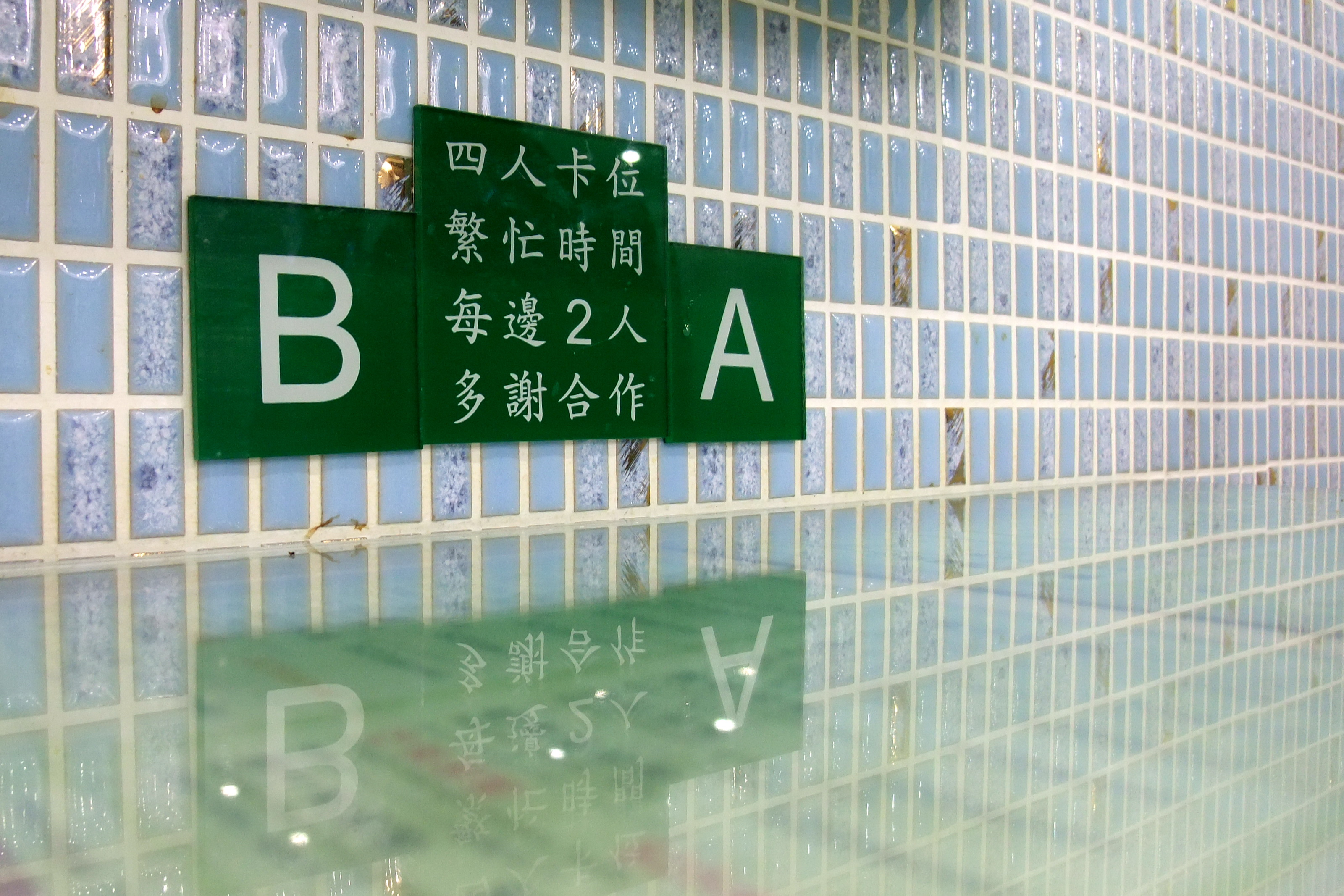
茶餐廳內一個提示牌，四人卡位分為A與B兩邊。在繁忙時候，兩人須坐卡位的同一邊以利搭枱

絕大多數茶餐廳需要併桌，中午時段尤甚。2007年以前，香港絕大多數的茶餐廳都不禁止客人吸煙。甚至有茶餐廳侍應會在值勤時吸煙。此為茶餐廳一大特色。不過不好吸煙的食客會對此相當反感。但由2007年1月1日起，香港法律已禁止任何人在室內食肆吸煙。
每逢午飯時段，地盤工人、貨車司機以至辦公室職員都會同時光顧茶餐廳。不同階層、行業的顧客在茶餐廳內邊吃飯、邊高談闊論、閱讀馬經等等，已經成為茶餐廳的一大特色。

## 食品
主條目：茶餐廳食物列表

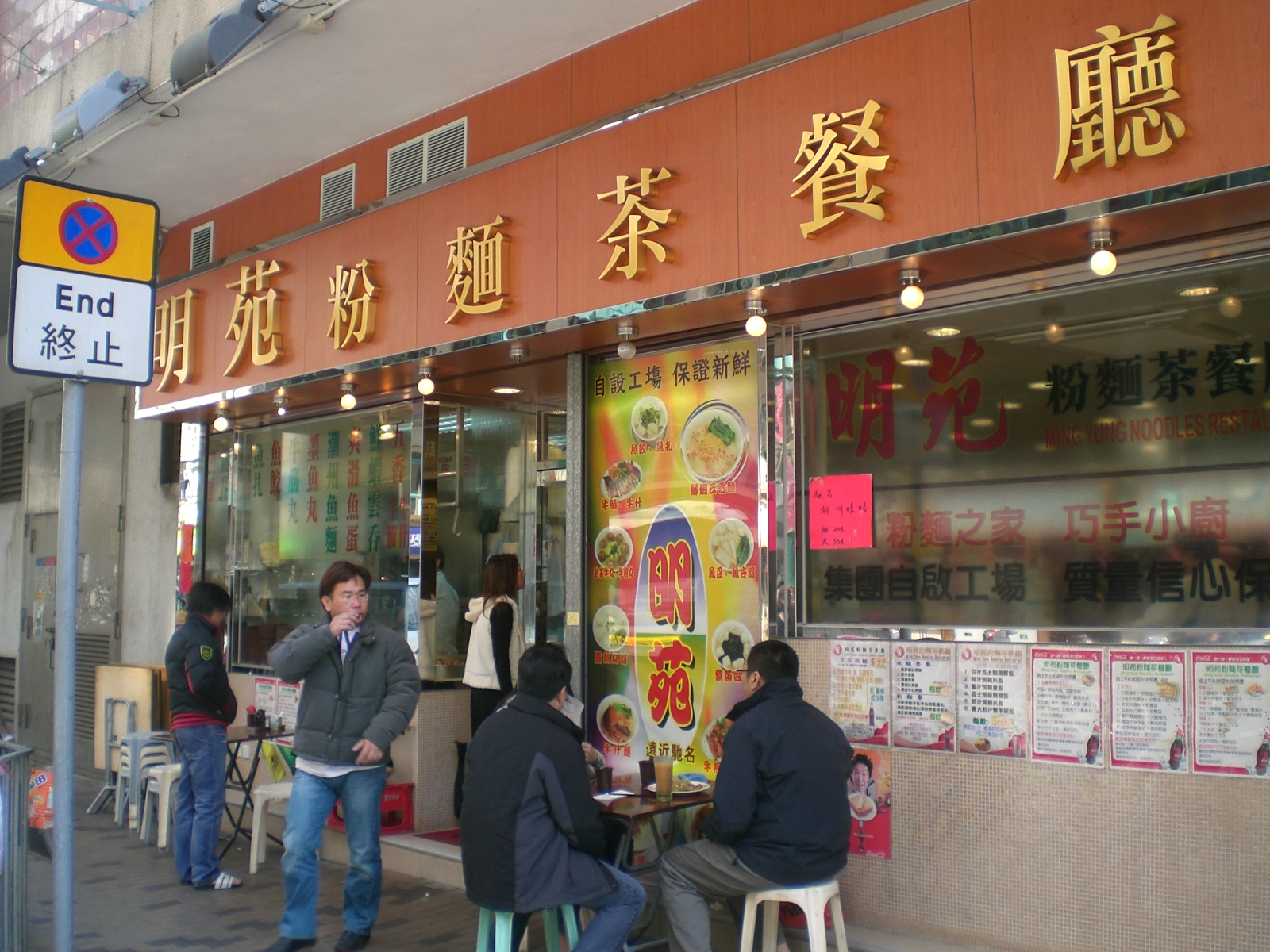
粉麵茶餐廳

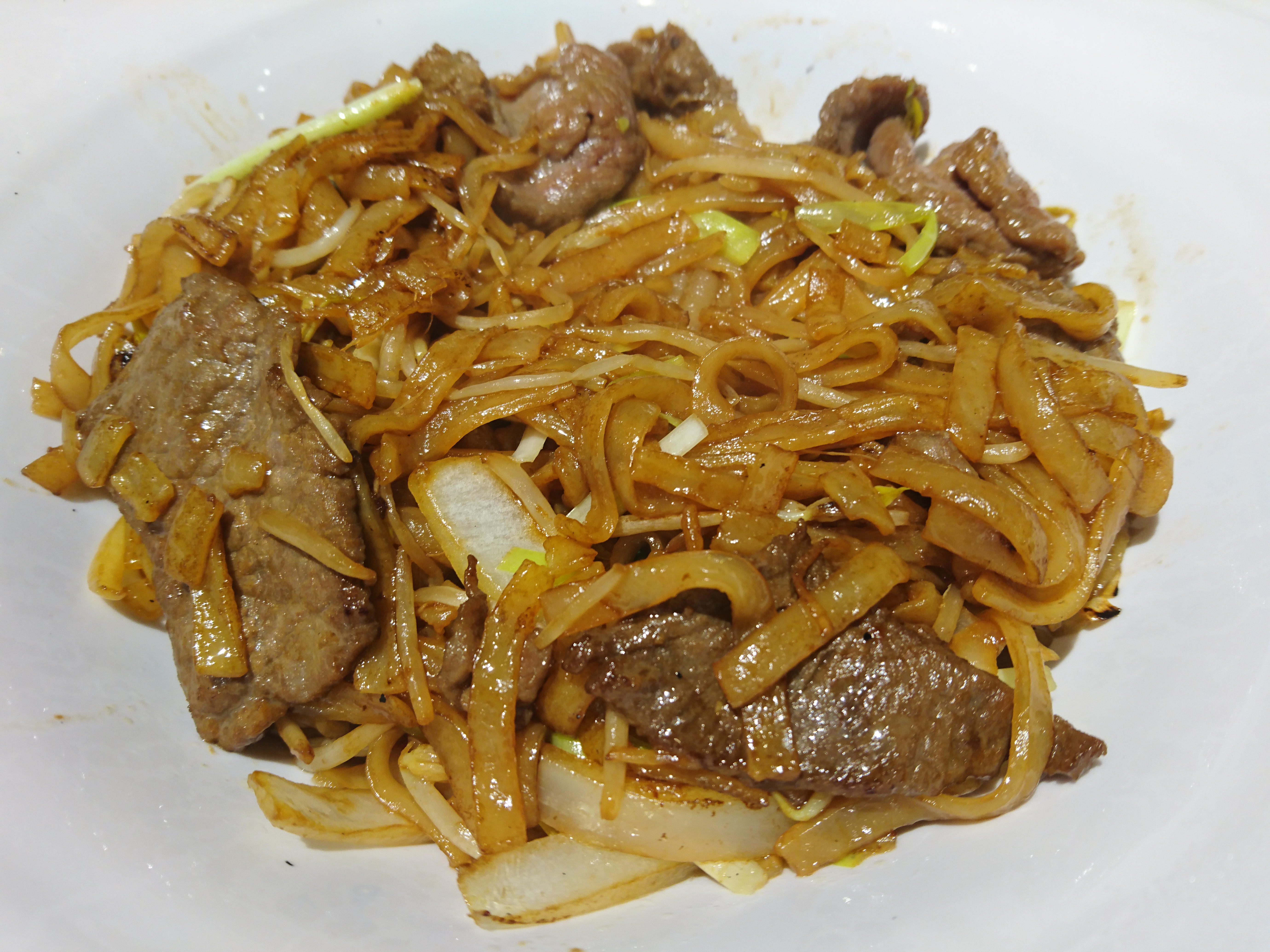
乾炒牛河是茶餐廳的常見菜式

茶餐廳營業時段通常區分早市、午市、下午茶、晚市及宵夜（夜宵）。早市大約為上午5時至上午11時或11時半，午市大約為上午11時至下午2時，下午茶大約為下午2時至5時或6時，晚市大約為下午6時至午夜12時。如果茶餐廳24小時營業，則通宵時段為宵夜時段。
不同時段提供不同食品，早市為早餐、午市為午餐、下午茶為下午茶餐、晚市為晚餐及宵夜為小食。各時段供應中式及西式的食品，更有不少香港獨有的飲食。這些特色食品，其實往往是顧客隨口而出，在其他好奇的食客跟隨而發展出來，可見香港茶餐廳文化的包容度。一間小小的茶餐廳菜單內往往有數十種食物，選擇繁多，顧客可以隨意搭配，以選擇合適的食品。
大部分茶餐廳會供應各樣式各樣的碟頭飯、炒飯、炒粉和炒麵。如揚州炒飯、福建炒飯、西炒飯、星洲炒米、瑞士汁炒牛河、肉絲炒麵、乾炒牛河、洋蔥豬扒飯、撈丁。不過，香港的茶餐廳並沒有「港式炒飯」或「香港炒飯」之類的菜色。
茶餐廳也會供應各式飲品、小食、碟頭飯、套餐，其中冷飲（凍飲）很多時候需要加收1至5元不等。部份亦會供應粥、麵、燒味食品。部分的茶餐廳會有魚蛋粉、雲吞麵等潮式粉麵供應，這類茶餐廳的名字通常叫做「粉麵茶餐廳」。
因為提供燒味食品的茶餐廳須要設置專門處理熟食的燒味檔，並且要和處理生肉的廚房有間隔分開，還要有一套獨立的廚具處理燒味，不得和其他廚房共用，由於附設燒味檔所需的空間較多，所以不是每間茶餐廳都會供應燒味食品。茶餐廳供應的燒味食品，一般包括叉燒、燒肉、乳豬、燒鵝、燒鴨、白切雞、豉油雞和一些滷水食品。一般會配上粉麵或白飯。加上燒味食品的白飯的會稱作燒味飯或碟頭飯。由於燒鵝的成本比燒鴨昂貴，所以有不少茶餐廳，甚至部分酒樓菜單上的燒鵝，實際上供應的是燒鴨。過去由於習慣關係，即使酒樓或茶餐廳「以鴨代鵝」，也很少被食客投訴。然而，隨著大眾市民對食物成分的真確性要求提高和香港法例的轉變，「以鴨代鵝」的做法會被視為違法，甚至有食肆因以燒鴨冒充燒鵝被判罰款，現在大部分酒樓和茶餐廳，已不會把燒鵝和燒鴨混為一談。
部分茶餐廳會有提供各樣的粥和油條。

### 套餐

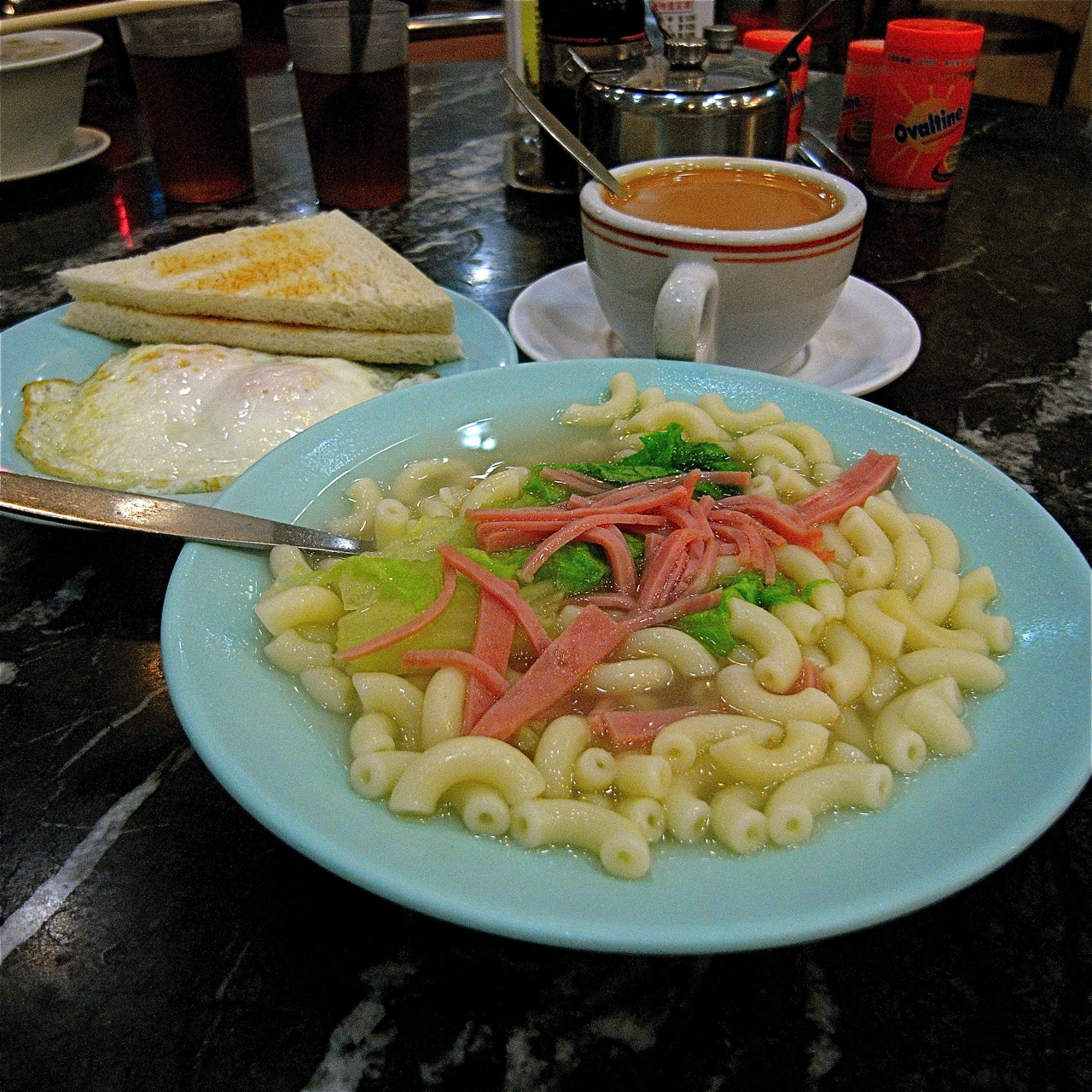
茶餐廳的傳統早晨套餐火腿通粉配蛋多士和奶茶

在特定時間內供應的固定的餐單，通常有多個選擇。
- 早餐：開店至上午11時（部分茶餐廳會延至11時半或12時）供應，一般有煎雙蛋、通粉、餐包，也有即食麵或者三明治，附送咖啡或茶。最常見餐單：牛油餐包、火腿奄列、火腿通粉、五香肉丁通粉、番茄牛肉通心粉、沙爹牛肉麵、雪菜肉絲米粉、咖啡或茶。
- 午餐：約上午11時至下午2時或2時半供應，常見餐單：牛油餐包、火腿奄列、叉燒湯意粉、咖啡或茶。
- 快餐：只在午市供應，多為預先製成可儘快上菜的碟頭飯附飲品。通常多於一個選擇，常見菜單有柱侯牛腩飯、咖喱雞飯、咖哩牛腩飯、附芡汁的肉扒飯如黑椒、洋蔥、茄汁、白汁、粟米（芡汁）配牛扒、豬扒、雞扒、豬肉片等，或再加上火腿片、午餐肉、香腸、煎蛋。通常每日更換菜單，亦有一些茶餐廳預先設定好一週的固定快餐餐牌，同一天也有兩款或以上的選擇。而且套餐內容和碟頭飯菜式其實亦甚有彈性，顧客如果想以同等價錢的其他食物去替換套餐內的熱食，多數茶餐廳都會接受。至於一些屬於芡汁加扒類的碟頭飯，其芡汁及扒類均可自由配搭。
- 常餐：參考外國的all day breakfast， 一般無供應時間限制，即全日供應或由供應由午餐至下午茶。餐單長年不變，餐單以牛油方包、麵、奄列為多，可搭配不同配料如五香肉丁、沙爹牛肉、雪菜肉絲等。
- 下午茶餐：一般以煎炸食品為主。炸雞髀、炸雞翼、西多士、炸薯條、火腿煎蛋公仔麵等，附飲品。
- 營養餐：部份茶餐廳供應，餐單和早餐相似，而飲品一定是玻璃樽鮮奶或朱古力奶，價錢比早餐貴。一般全日供應。
- 健康餐：部份茶餐廳供應，餐單和早餐相似，而飲品一定是果汁，價錢比早餐貴。一般全日供應。
- 鐵板餐：部份茶餐廳供應

### 搭配變化
如果白飯或粉麵條的分量不夠，而要求加多，一般顧客均會說“加底”。「加底」需要另外收費（一般為3至5港元）。此外，若點叫的飯款不是連飯一起炒(如滑蛋蝦仁飯)，客人要求飯要用炒飯底的就叫「炒底」。「炒底」一般也要另外收費（一般為3至5港元）。如果即食麵要換成“出前一丁”或者日式烏冬麵條要加1或2元。粥和湯粉麵一般都會有蔥花灑在上面。不喜歡吃的人可以要求「走青」。
「濕炒」是相對「乾炒」而言，「濕炒」是用芡汁濕炒，而「乾炒」則是用豉油乾炒。「濕炒牛河」如菜薳牛河和豉椒牛河等。濕炒則是把餸蓋在粉面底或飯底上，如想餸和底混合在一起可叫「兜亂」。

### 飲品

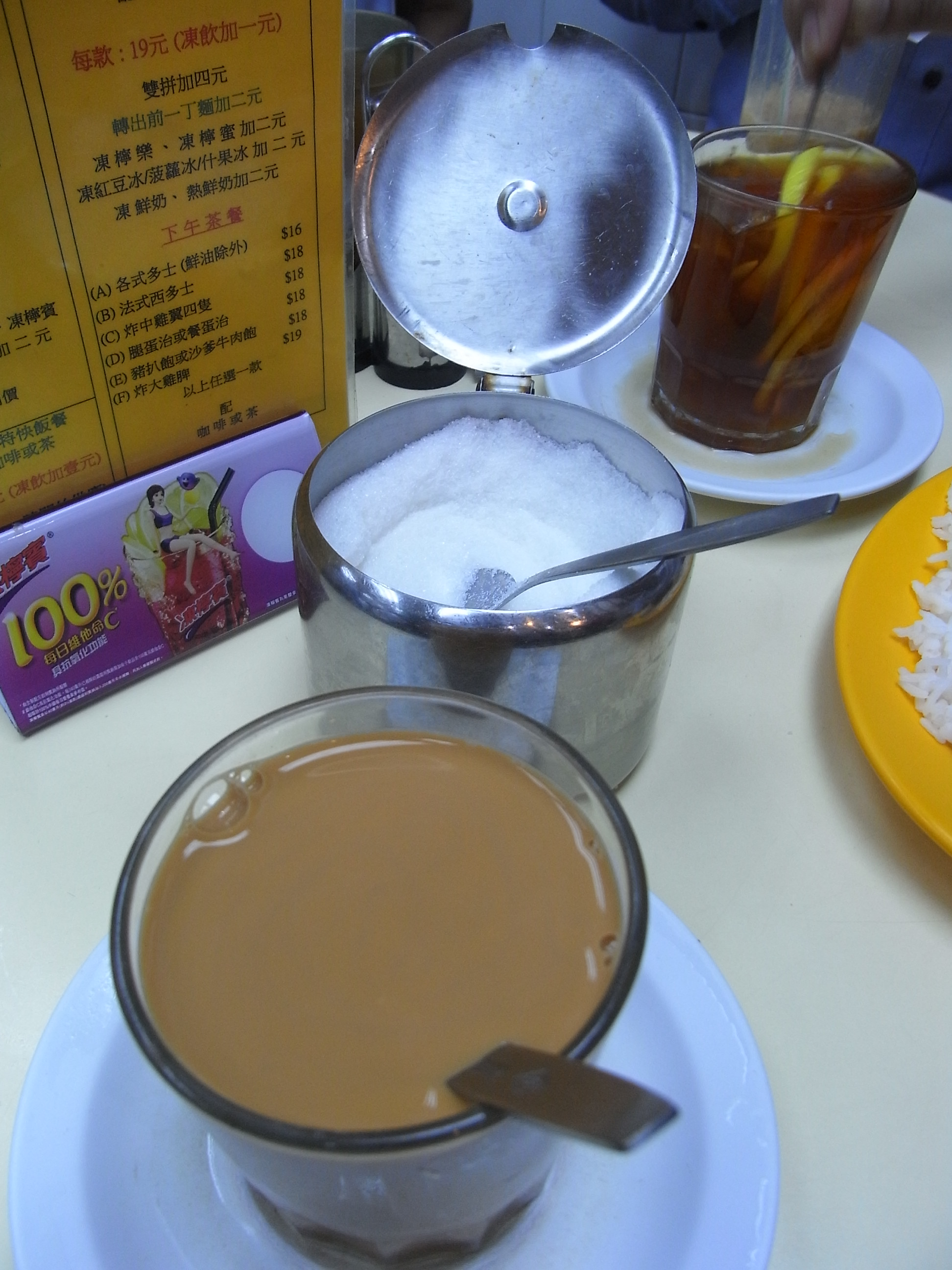
茶餐廳的桌上常會擺放各種調味品供顧客自由享用，其中奶茶通常要自行下糖，份量可按個人喜好選擇，提高顧客的用餐自由度

客人要求熱飲時在飲品名稱後加上“走”，如“華田走”、“茶走”，意思是要用“煉奶”代替“花奶”（淡奶）和“糖”。隨着香港人開始注意飲食健康，也有客人要求冷飲（凍飲）時在飲品名稱後加上“少甜”，如“凍檸茶少甜”，意思是加入較少的糖漿。不過也有茶餐廳會以加入較多冰代替。
大部分飲品都可以加冰成凍飲，但要加收1至5元，稱為「凍飲加×蚊」（×是該收費）；或可要求「冰底」（一杯冰），但可能需另收費。當要去冰的凍飲，一般顧客均會說“走冰”或“走雪”。咖啡紅茶會“飛砂走奶”即是不要糖不要奶，檸檬茶要“少甜”（侍應落單為求快捷可能會寫作少田）即是不要太多糖漿。
主要的飲品如下：
- 咖啡（有即磨和速溶沖劑兩種，多為後者）
- 黑咖啡：香港人稱為「齋啡」或「飛砂走奶」，沒有加入砂糖和牛奶的咖啡
- 港式奶茶（絲襪奶茶）：茶餐廳必備港式飲品。以香、滑、濃為標準。是將泡好的茶放在鐵製的容器內幾個小時，令茶香醇味濃，然後用仿絲棉袋隔去茶葉，再加入奶及糖。
- 鴛鴦：咖啡加奶茶，香港獨創。根據中醫所說，咖啡燥熱，奶茶寒削。混合兩者，天衣無縫[27][28]。
- 黑白鴛鴦：好立克加阿華田，香港獨創。
- 茶走：絲襪奶茶不加砂糖，改加煉奶。也有類似的「啡走」、「鴛鴦走」。
- 好立克：一種即沖飲料，俗稱「呵瀝」，取自其英語名稱Horlicks。
- 阿華田：一種即沖飲料，俗稱「華田」。
- 檸茶（檸檬加紅茶）：港式檸茶必定有幾塊切片檸檬在杯中。
- 檸水（檸檬加水）
- 檸啡（檸檬加咖啡）：香港獨創
- 檸賓（檸檬加利賓納）：香港獨創
- 檸蜜（檸檬加蜂蜜）：但一般茶餐廳為求節省成本，會以西洋菜蜜代替蜂蜜。
- 龍檸樂：鹹檸檬加檸檬加可樂。
- 西洋菜蜜（菜蜜）
- 汽水：一般提供可樂、雪碧、七喜、芬達、忌廉梳打。
- 牛奶：一般都給玻璃瓶裝鮮牛奶，另外尚有巧克力味的瓶裝牛奶（俗稱「朱奶」）
- 黑牛：巧克力雪糕加可樂
- 白牛：椰子或雲呢拿雪糕加雪碧或七喜
- 黃牛：菠蘿或芒果雪糕加忌廉汽水
- 奶水：煉奶加水
- 滾水蛋：開水混合生雞蛋
- 奶水蛋：煉奶加水混合生雞蛋
- 牛肉茶：保衛爾牛肉茶
- 唂咕（荷蘭唂咕）：可可製品，為cocoa英文譯稱，現在較少人點，所以不是每一間茶餐廳也有供應，或會悄悄以調校得比較濃的阿華田或巧克力飲料替代。可是細心品嘗是絶對可以分辨出來的。
- 杏仁霜：帶有杏仁香味的沖劑飲品。

以下飲料部分茶餐廳會要求加收3至10元不等：
- 檸樂（檸檬加可樂）：一般若選擇凍檸樂，店家會把可樂及裝有檸檬及冰塊的杯子分開上。
- 檸樂煲薑（可樂加檸檬及薑，必定為熱飲）：有治療感冒作用。
- 檸七（檸檬加七喜）：一般若選擇凍檸七，店家會把七喜及裝有檸檬及冰塊的杯子分開上。
- 鹹檸七（鹹檸檬加七喜）：有治療喉嚨痛作用。
- 蓮子鴛鴦冰
- 紅豆冰
- 阿華田紅豆冰：阿華田與紅豆冰的混合體
- 菠蘿冰
- 什果賓治
- 薄荷賓治
- 鮮榨果汁：多為柳橙汁

### 小食

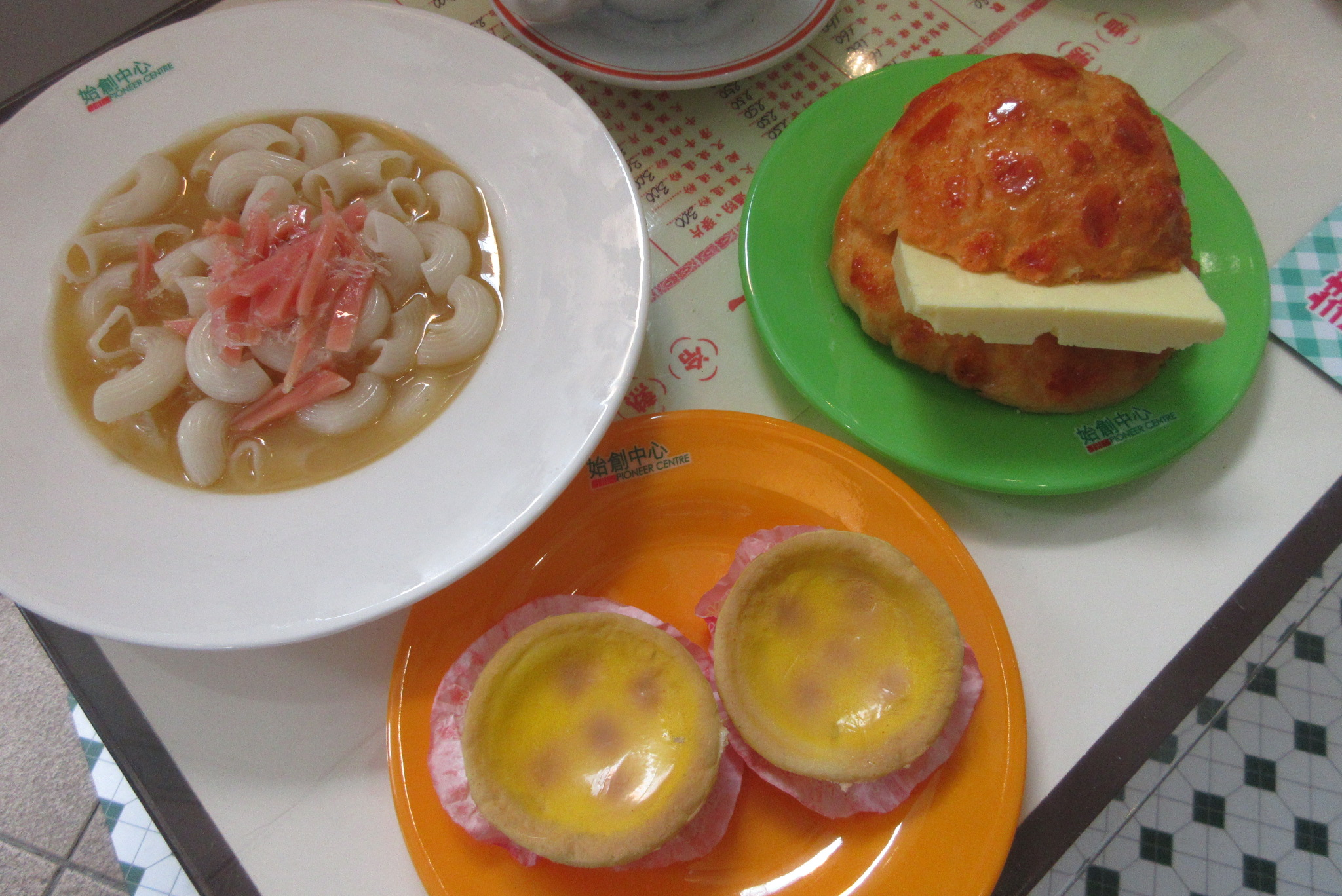
蛋撻、菠蘿油和火腿通粉

- 各式多士：例如奶油多（煉奶加牛油多士）、奶醬多（煉奶加花生醬多士）、油占多（牛油加果醬多士）、鮮油多、西多士（法國吐司）等。
- 各式三文治：例如：蛋治（雞蛋三明治）、腿蛋治（火腿雞蛋三明治）、碎牛治（碎牛肉三明治）、蛋牛治（雞蛋碎牛肉三明治）、公司三明治（Club Sandwich）等。香港茶餐廳三文治和外國其他三文治最大的不同，是只會用方包製作，而且可以讓顧客選擇是否「飛邊」（去掉麵包的邊緣）、或加「烘底」（先把白麵包製成多士）。
- 蛋撻（曲奇皮或酥皮）
- 各式麵包：例如餐包、菠蘿包、菠蘿油（在菠蘿包內加入一片鮮牛油）、雞尾包
- 通心粉（通粉）、意大利粉（意粉）、麥皮等
- 沙爹牛肉包、叉燒餐包
- 豬扒包、葡式蛋撻、辣魚包（罐頭沙丁魚為餡的包，流行於澳門）、奶油豬仔包

- 公司三明治
- 菠蘿包
- 絲襪奶茶
- 蛋白燕窩撻

## 廚房
茶餐廳廚房是生產食品的工場，毗鄰樓面，之間設置窗口，分水吧、西點、中餐燒味幾部門。例如奶茶出自水吧，當收到落單即製，將半製成品材料加在一起即成製成品上枱。

## 特色用字

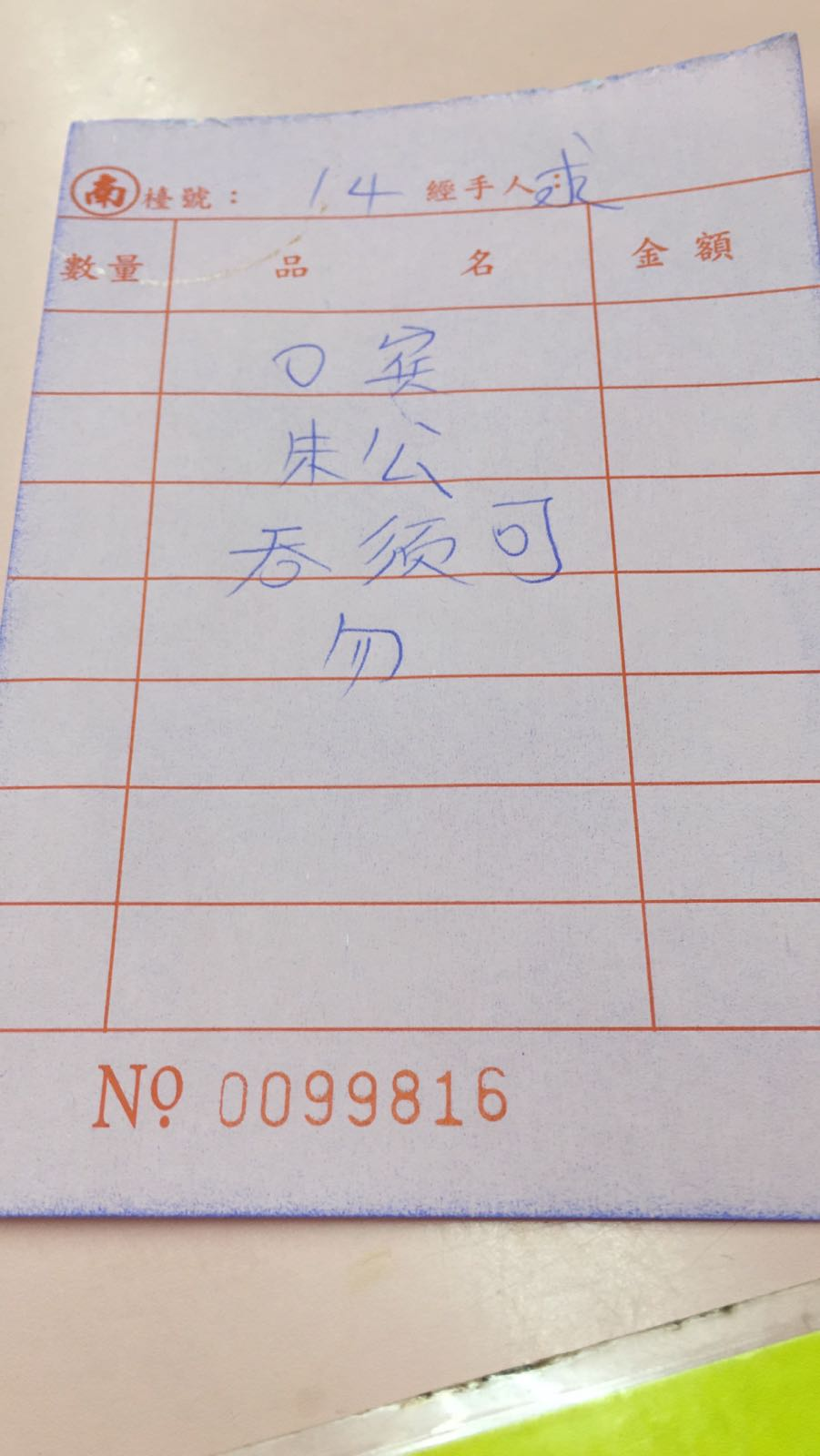
茶餐廳特色用字

這是因為過去擔任茶餐廳侍應的人，文化水平比較低，亦因為茶餐廳的步伐一般相當急促，侍應並沒有太多時間每一個字寫到單上交到廚房去。落單時會用符號記錄，例如他們會用「反」代替「白飯」，又或者用「0T」代替「檸檬茶」：“0”即“零”與“檸”音近；“T”與“tea”同音。用“丐”字來作為“麪”而未有為意“麪”字的右半部是“丏”而非“丐”；也有侍應用“面”字代替。

## 特色用語
- 靚仔：白飯
- 靚女：白粥
- 細蓉：雲吞麵
- 下火：皮蛋瘦肉粥
- 炸麵：油條
- 行街：外賣
- 飛邊：去麵包皮
- 走色：不要醬油或肉汁
- 加色：加肉汁或醬油
- 加底：加飯或麵
- 雙扣/孖扣：配料和飯或麵都少
- 扣底：少飯或麵

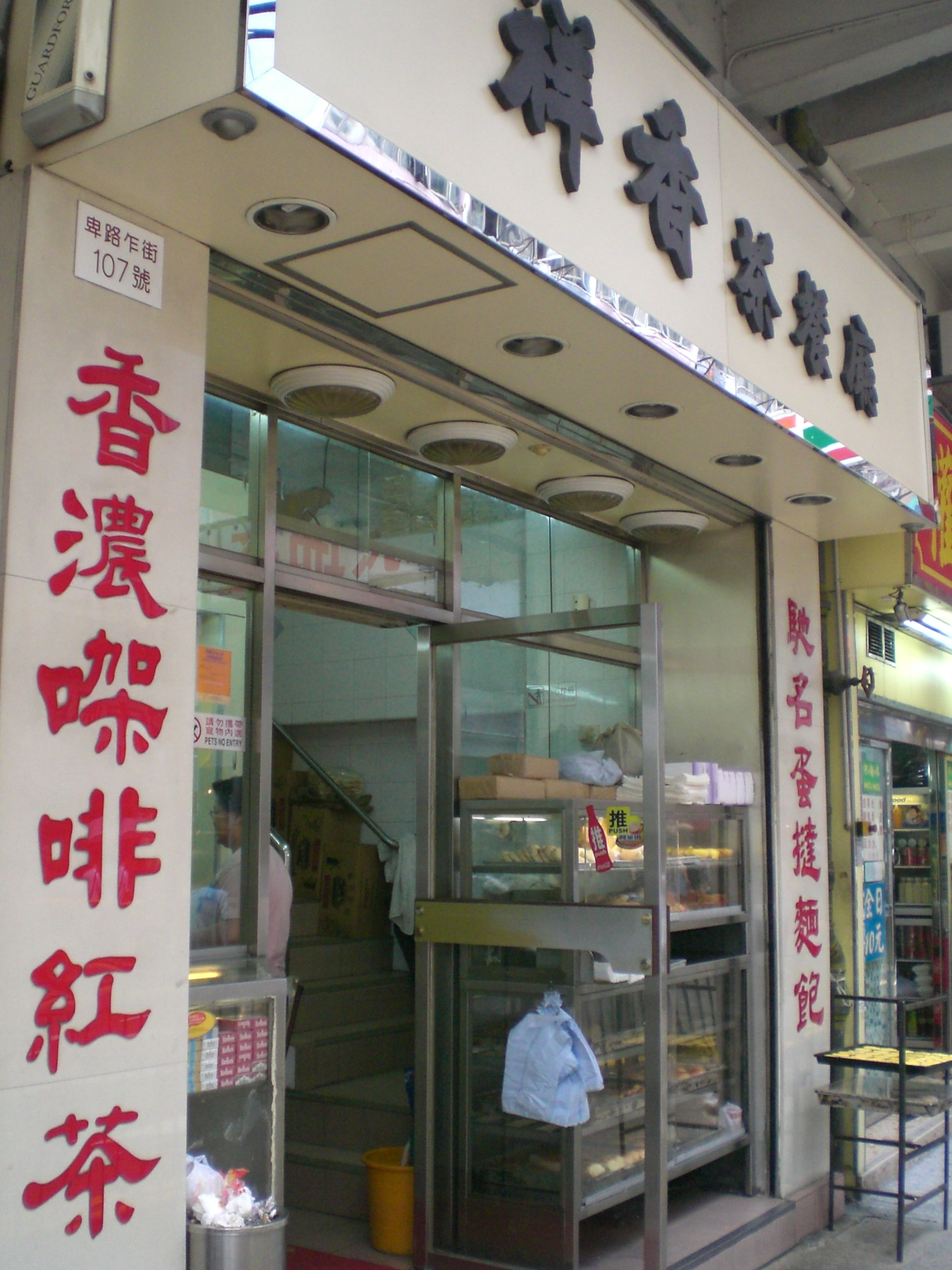
西環祥香茶餐廳

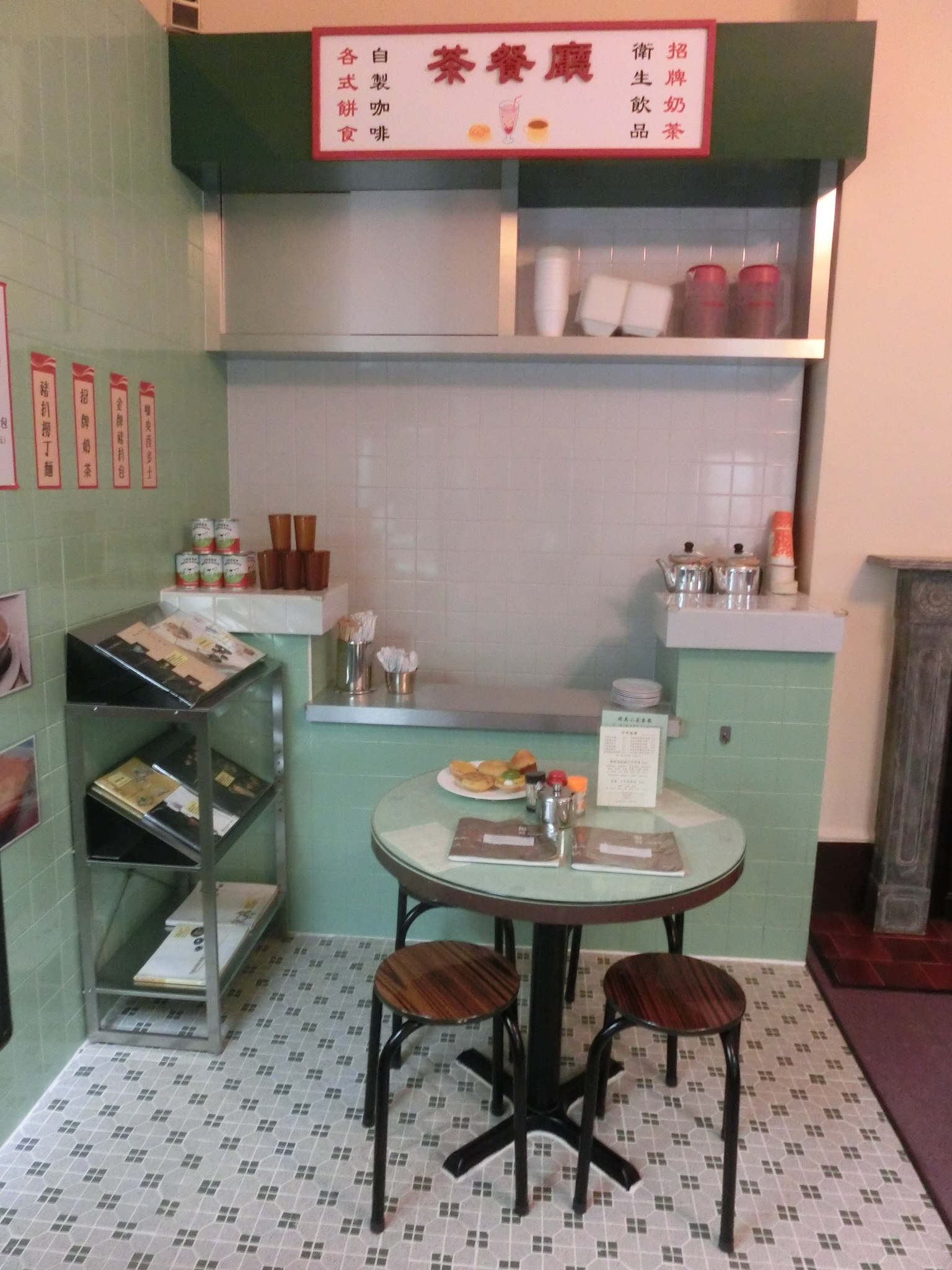
茶具文物館中展示的典型茶餐廳格局

- 炒底：碟頭飯底由白飯轉為炒飯，需要另外收費
- 打爛：炒飯
- 衰人炒飯：西炒飯
- 兜亂：碟頭飯上碟先將餸和底混合
- 腸炒：要求將常餐配菜更改為煎香腸及炒蛋
- 生春子：太陽蛋
- 孖春子：雙雞蛋
- 熟春子：全熟雞蛋
- 反春子：三文治用的雞蛋
- 隊Q住你：火腿雞蛋三明治
- 未嘔住：鹹牛肉三明治
- 就黎嘔：芝士火腿三明治
- 宜家嘔：蕃茄三明治
- 攬住：雞蛋三明治
- 例水：例湯
- 淨水：例湯只要湯水，不要湯料
- 黑汁：黑胡椒汁
- 白汁：忌廉蘑菇汁
- 籮柚：菠蘿油
- 和尚跳海：滾水蛋
- 敗家仔：阿華田[30]
- 敗家女：好立克
- 涼茶：冰奶茶
- 夏惠姨，夏惠bb：西多士（取其與演員林蛟（諧音「淋膠」）的緋聞而衍生之戲稱）[30]
- 汪阿姐：熱咖啡[30]
- 206：熱檸檬可樂[30]
- 106、107：凍檸檬可樂、凍檸檬七喜[30]
- 360：熱檸檬可樂加生薑
- 肥妹仔：熱朱古力奶
- 沙姐嘔：沙嗲牛肉麵
- 爆轆：冰檸檬水
- 走冰、走雪：凍飲不要冰
- 飛砂走奶：咖啡、紅茶不要糖不要奶
- 少甜、少田：飲品不要太多糖水
- 飲品名稱後加“走”（如“茶走”、“啡走”、“華田走”）：飲品用“煉奶”代替糖

## 茶餐廳與香港文化
1997年香港主權移交後，不少政府高官都曾公開表示愛好茶餐廳食品，作為支持香港本土文化、貼近普羅大眾生活的一種表示，像前財政司司長梁錦松。部分藝人與名人亦喜歡到茶餐廳，中環威靈頓街的翠華餐廳便以多明星光顧而馳名，門外亦常見狗仔隊蹤影，跑馬地奕蔭街的祥興咖啡室亦常見星蹤。
香港的電視節目、電影、音樂錄影帶等，往往都有在茶餐廳內拍攝的情節，可見茶餐廳的普及程度。例子有動畫麥兜、梅艷芳和鄭秀文2002年合唱《單身女人》的音樂錄影帶。
1997年後，有官員如梁錦松曾公開表示愛好茶餐廳食品。2004年9月，香港電台在網上舉行「最能代表香港的設計」投票，茶餐廳以1930票獲得冠軍。
2006年，周博賢曾以港式茶餐廳為主題創作歌曲《我愛茶餐廳》，內容歌頌茶餐廳以及其文化對港人的正面影響。
2007年4月，民建聯曾要求政府申請把茶餐廳列入聯合國非物質文化遺產。張宇人在「申報港式茶餐廳文化為人類非物質文化遺產」修正議案發言稿摘要中提及茶餐廳有幾點是非常值得作系統性的紀錄，包括：
- 茶餐廳的演變過程，從戰後難民的社會，如何利用殖民地管治及中西文化衝擊的歷史機遇，建構具備特色的民間飲食文化。
- 人文價值的建構過程，由大牌檔、冰室演變成茶餐廳的集體回憶。
- 特色美食的製作方法，茶餐廳如何融合中西文化餐飲特點[34]。

## 衍生物

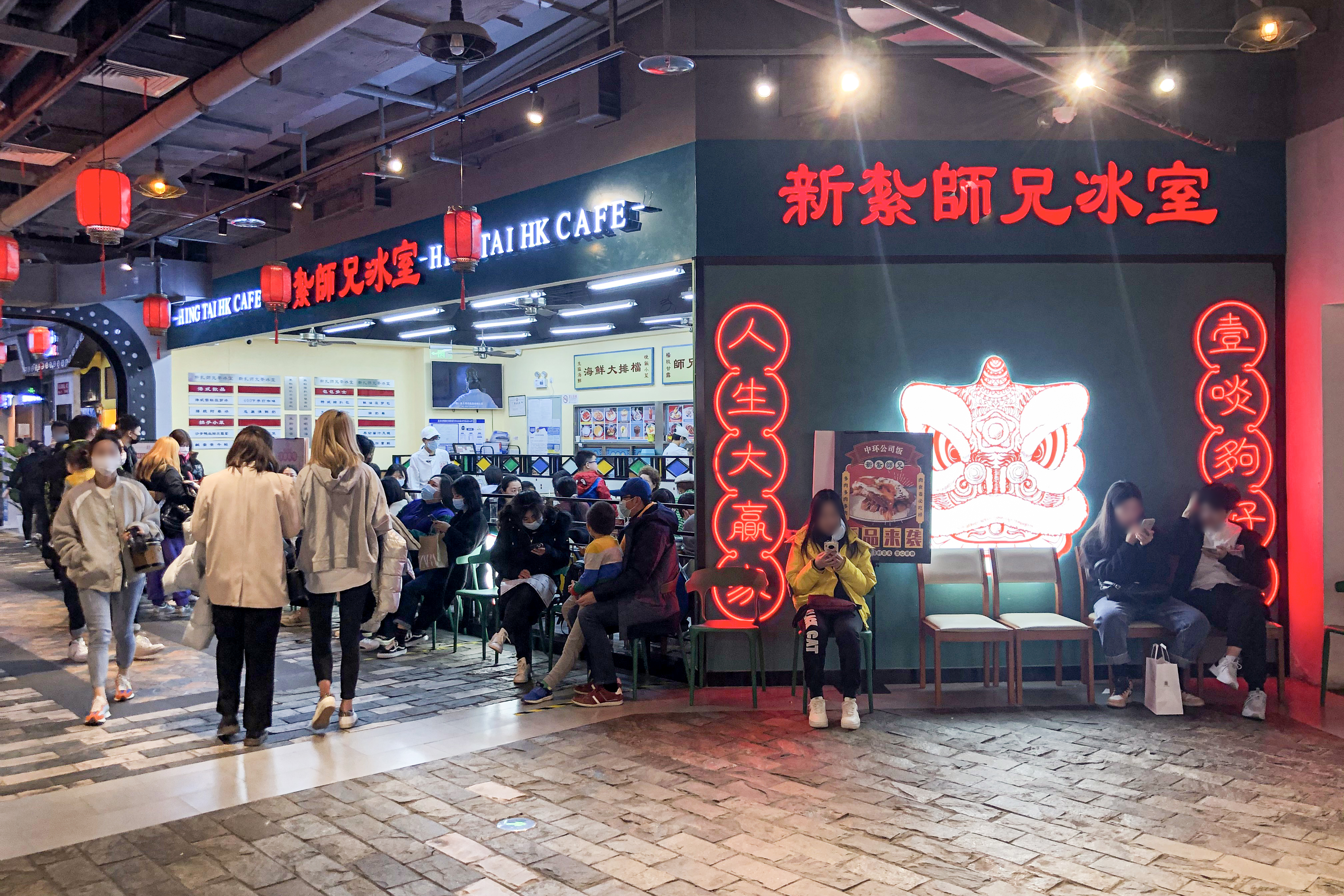
北京市的一間「新港式」餐廳

此外，2010年代末期，隨著網紅經濟的抬頭，中國內地開始興起「新港式」餐廳，這類餐廳的裝修較香港的傳統茶餐廳更為戲劇場景化，甚至會供應一些並不在香港當地茶餐廳售賣的創造性餐點，比如“漏奶华”、“黯然销魂饭”、“小熊奶茶”等。

## 相關文學作品
- 陳冠中. . 香港: 牛津大學出版社. 2004年7月. ISBN 9780195968316 （中文）.
- . 香港: 萬里機構出版. ISBN 978-962-14-5156-9 （中文）.

### 相關電影作品
| 名           | 電影                                                   | 地址                        |
| ------------ | ------------------------------------------------------ | --------------------------- |
| 鴻運冰廳餅店 | 行運一條龍(1998)、黑社會2以和為貴(2006)                | 旺角上海街726號             |
| 金雀餐廳     | 最後勝利(1987)、暗花(1998)、花樣年華(2000)、2046(2004) | 銅鑼灣蘭芳道13-15 號地下    |
| 勝香園       | 竊聽風雲2(2011)                                        |                             |
| 康祥茶餐廳   | 志明與春嬌(2010)                                       | 牛頭角定富街53-57號地下     |
| 德如茶餐廳   | 分手說愛你(2010)                                       |                             |
| 海安咖啡室   | 東風破(2010)                                           |                             |
| 美都餐室     | 蘇絲黃的世界(1960)                                     |                             |
| 檀島咖啡餅店 | 月滿軒尼詩(2010)                                       | 灣仔軒尼詩道 176-178 號地下 |
| 杜鵑茶餐廳   | 保衛戰隊之出動喇！朋友！(2011)                         | 長沙灣蘇屋村杜鵑樓175-176號 |
| 吉祥咖啡室   | 墮落天使(1995)                                         | 北角英皇道716號             |
| 華輝餐廳     | 那夜凌晨，我坐上了旺角開往大埔的紅VAN(2014)            | 大埔鄉事會坊17號            |
| 永發茶餐廳   | 阿媽有咗第二個(2022)                                   | 油麻地廣東道847號           |

## 外部連結
维基共享资源上的相關多媒體資源：茶餐廳
- 茶餐廳 | 香港旅遊發展局 （页面存档备份，存于）
- 香港茶餐廳推薦 | Central Lion Rock （页面存档备份，存于）